# Gerrie Germishuys
Pas d'image ? Cliquez ici

a Compétitions nationales et continentales officielles uniquement.

b Matchs officiels uniquement.
Dernière mise à jour le 7 novembre 2024.
Johannes Servaas Germishuys dit Gerrie Germishuys, né le 29 octobre 1949 à Port Shepstone, Natal, est un joueur de rugby à XV sud-africain, qui joue avec l'équipe d'Afrique du Sud. Il évolue au poste d'ailier.

## Biographie
Il débute le 22 juin 1974 sous le maillot des Springboks contre les Lions. Puis il rencontre en 1976 les All Blacks, les Lions en 1980. En 1981, il participe à la tristement célèbre tournée des Springboks en 1981 en Nouvelle-Zélande. Il connaît sa dernière cape le 20 septembre 1981 contre les États-Unis. En parallèle, il joue la Currie Cup avec la province de l'État-Libre d'Orange de 1974 à 1977 et le Transvaal entre 1980 et 1981.

## Statistiques en équipe nationale
- 20 sélections entre 1974 et 1981 pour l'Équipe d'Afrique du Sud de rugby à XV
- 48 points (12 essais)
- Sélections par années : 1 en 1974, 4 en 1976, 1 en 1977, 9 en 1980, 5 en 1981